# Gabriel Bordier
Gabriel Bordier (* 8. Oktober 1997 in Laval) ist ein französischer Geher.

## Sportliche Laufbahn
Gabriel Bordier nimmt seit 2014 an Wettkämpfen im Gehen teil. Damals wurde er in 21:53,87 min Französischer U18-Meister über die 5000-Meter-Distanz. Ein Jahr später siegte er auch bei den nationalen Juniorenmeisterschaften, diesmal in 45:27,48 min über 10.000 Meter. Diesen Titel konnte er ein Jahr später erfolgreich verteidigen und trat noch im selben Monat bei den U20-Weltmeisterschaften in Bydgoszcz an. Dort belegte er mit neuer Bestzeit von 41:53,16 min den elften Platz. Im Oktober stellte er, in seinem ersten Wettkampf über 20 km, eine Zeit von 1:28:46 h auf. 2017 belegte er den sechsten Platz über 20 km bei den Französischen Meisterschaften. Im Juli trat Bordier bei den U23-Europameisterschaften, die wie ein Jahr zuvor die Juniorenweltmeisterschaften in Bydgoszcz stattfanden, an. Mit neuer Bestzeit von 1:23:03 h konnte er sich in dem Wettkampf die Bronzemedaille sichern. Im August belegte er den 15. Platz bei der Universiade in Taipeh.
Im März 2018 wurde Bordier erstmals Französischer Meister über 20 km. Ihm gelang in der Folge die Qualifikation für die Europameisterschaften in Berlin. Den Wettkampf beendete er in 1:22:39 h auf dem 14. Platz. 2019 konnte er seinen Meistertitel erfolgreich verteidigen und verbesserte sich anschließend bis auf 1:21:43 h, wodurch er auch an den Weltmeisterschaften in Doha teilnehmen konnte. Zuvor erreichte er bei den U23-Europameisterschaften in Gävle nicht das Ziel. In Doha beendete er den Wettkampf, der unter extremen Hitzebedingungen stattfand, auf dem 24. Platz. 2020 wurde Bordier Französischer Meister über 10 km. Im Oktober erfüllte er im tschechischen Poděbrady mit neuer Bestleistung von 1:20:19 h die Qualifikation für die, aufgrund der COVID-19-Pandemie verschobenen, Olympische Sommerspiele in Tokio, die auf 1:21:00 h festgelegt war. Dort trat er Anfang August 2021 an und erreichte, wie bei den Weltmeisterschaften 2019, auf Platz 24 das Ziel. 2022 belegte er bei den Europameisterschaften in Berlin den 19. Platz.
2023 trat Bordier zum zweiten Mal nach 2019 wieder bei den Weltmeisterschaften an. In Budapest konnte er in 1:18:59 h eine neue Bestzeit über 20 km aufstellen und belegte damit den zehnten Platz.

## Wichtige Wettbewerbe
| Jahr                   | Veranstaltung             | Ort                    | Platz                  | Disziplin              | Zeit                   |
| Startet für Frankreich | Startet für Frankreich    | Startet für Frankreich | Startet für Frankreich | Startet für Frankreich | Startet für Frankreich |
| ---------------------- | ------------------------- | ---------------------- | ---------------------- | ---------------------- | ---------------------- |
| 2016                   | U20-Weltmeisterschaften   | Bydgoszcz              | 11.                    | 10 km Gehen            | 41:53,16 min           |
| 2017                   | U23-Europameisterschaften | Bydgoszcz              | 3.                     | 20 km Gehen            | 1:23:03 h              |
| 2017                   | Universiade               | Taipeh                 | 15.                    | 20 km Gehen            | 1:38:38 h              |
| 2018                   | Europameisterschaften     | Berlin                 | 14.                    | 20 km Gehen            | 1:22:39 h              |
| 2019                   | U23-Europameisterschaften | Gävle                  |                        | 20 km Gehen            | DNF                    |
| 2019                   | Weltmeisterschaften       | Doha                   | 24.                    | 20 km Gehen            | 1:34:06 h              |
| 2021                   | Olympische Spiele         | Tokio                  | 24.                    | 20 km Gehen            | 1:25:23 h              |
| 2022                   | Europameisterschaften     | München                | 19.                    | 20 km Gehen            | 1:28:11 h              |
| 2023                   | Weltmeisterschaften       | Budapest               | 10.                    | 20 km Gehen            | 1:18:59 h              |

## Persönliche Bestleistungen
Freiluft
- 5000-m-Bahngehen: 18:39,10 min, 22. Mai 2022, Segré-en-Anjou Bleu
- 5-km-Gehen: 20:51 min, 27. Dezember 2015, Château-Gontier
- 10.000-m-Bahnengehen: 38:18,55 min, 26. Juni 2022, Caen
- 10-km-Gehen: 39:02 min, 30. Juli 2023, Albi
- 20-km-Gehen: 1:18:59 h, 19. August 2023, Budapest

Halle:
- 5000-m-Bahngehen: 18:41,89 min, 18. Januar 2020, Nantes